# ریشک‌بال
ریشَک‌بال یا تریپس (نام علمی:  Haplothrips tritici)، که «بال ریشک‌دار گندم» نیز خوانده می‌شود، یکی از آفات مهم مکنده گندم است. حشره کامل این آفت از سایر ریشک‌بالان بزرگ‌تر و طول آن حدود ۲ میلی‌متر است.
رنگ عمومی بدن آن قهوه‌ای تیره یا سیاه یکنواخت، ساق و پنجه پاها و بند میانی شاخک‌ها به رنگ قهوه‌ای روشن است. پوره‌ها زرد متمایل به قرمز و فقط سر، پاها و حلقه آخر شکم سیاه است. تخم‌ها لوبیایی شکل، سفید و به قطر ۴/۰ میلی‌متر است. این حشره تابستان را به صورت پوره سن ۲ در عمق ۵ سانتیمتری و زمستان را در عمق ۲۰ سانتیمتری خاک اطراف ریشه و طوقه گندم‌های سال قبل سپری می‌کند. در اواخر زمستان و اوایل بهار لاروهای زمستان‌گذرانی به سطح خاک آمده و پس از مدتی حضور در کاه و کلش موجود در سطح مزرعه، روی علف‌های هرز دوره زندگی خود را کامل می‌کنند.
ریشک‌بال را بیشتر در لابه‌لای غلاف برگ، محل اتصال برگ به ساقه یا لابه‌لای خوشه‌ها می‌توان مشاهده کرد. ریشک‌بال علاوه بر گندم به جو، چاودار، یولاف و برخی علف‌های هرز گیاهان نیز حمله می‌کند. با تشکیل خوشه‌های گندم جمعیت ریشک‌بال در روی آنها نیز افزایش یافته و با تغذیه از دانه‌های نرم موجب چروکیدگی و توقف رشد آنها می‌شود. علایم خسارت روی برگ به‌صورت پیچیدگی و ایجاد لکه‌های نقره‌ای ظاهر می‌شود. شخم عمیق تا ۹۰ درصد ریشک‌بال‌ها را که در داخل خاک مزرعه زمستان‌گذرانی می‌کنند، ازبین می‌برد. از آنجایی که ظهور حشرات کامل و سپس لاروها هم‌زمان با برنامه مبارزه با سن گندم است، سمپاشی کشتزارها علیه سن گندم روی ریشک‌بال نیز مؤثر خواهد بود. در مناطقی که علیه سن گندم سمپاشی نمی‌شود، خسارت ریشک‌بال چشمگیر است.
در ایران از سمنان، اصفهان، کرمان، یزد، اهواز گزارش شده‌است و احتمالاً در تمام نقاط ایران انتشار دارد.